# Warcraft: A kezdetek
A Warcraft: A kezdetek 2016-ban bemutatott amerikai-kínai-japán-kanadai akció-fantasy film, Duncan Jones rendezésében.  A szereplők Travis Fimmel, Paula Patton, Ben Foster, Dominic Cooper, Toby Kebbell, Ben Schnetzer, Robert Kazinsky, Clancy Brown, Daniel Wu, Ruth Negga, Anna Galvin, Burkely Duffield, Callum Keith Rennie, Terry Notary, Michael Adamthwaite, Dean Redman és Ryan Robbins.
Az Egyesült Államokban 2016. június 10-én mutatták be, Magyarországon 2016. május 26-án szinkronizálva, a UIP-Duna Film forgalmazásában.

## Cselekménye
Azeroth addig békés birodalma a háború szélére sodródik, civilizációjuk egy félelmetes megszálló fajjal néz szembe: ork harcosok menekülnek haldokló országukból, hogy új hazát foglaljanak maguknak. Amikor egy ork varázsló megnyit egy átjárót a két világ között, az egyik seregre a pusztítás vár, a másikra a pusztulás. A szemben álló felek közül két hős összeütközése fogja eldönteni a családjuk, népük, hazájuk sorsát. 
Így kezdődik a látványos eposz a hatalomról és áldozatról, amelyben a háborúnak sok arca van, és mindenki harcol valamiért.

## Szereplők
| Színész             | Szereplő           | Magyar hang       |
| ------------------- | ------------------ | ----------------- |
| Travis Fimmel       | Anduin Lothar      | Nagy Ervin        |
| Paula Patton        | Garona             | Pikali Gerda      |
| Ben Foster          | Medivh / Őrző      | Viczián Ottó      |
| Dominic Cooper      | Llane Wrynn        | Dányi Krisztián   |
| Toby Kebbell        | Durotan            | Makranczi Zalán   |
| Ben Schnetzer       | Khadgar            | Czető Roland      |
| Robert Kazinsky     | Orgrim             | Sarádi Zsolt      |
| Clancy Brown        | Feketekéz          | Vass Gábor        |
| Daniel Wu           | Gul'dan            | Papp Dániel       |
| Ruth Negga          | Lady Taria         | Nemes Takách Kata |
| Anna Galvin         | Draka              | Németh Borbála    |
| Burkely Duffield    | Callan             | Baráth István     |
| Callum Keith Rennie | Moroes             | Epres Attila      |
| Terry Notary        | Peon               |                   |
| Michael Adamthwaite | Magni király       | Törköly Levente   |
| Dean Redman         | Varis              | Bognár Tamás      |
| Ryan Robbins        | Karos              | Dévai Balázs      |
| Mackenzie Gray      | Lordaeroni küldött | Csuha Lajos       |
| Christian Sloan     | Elf küldött        | Jakab Csaba       |
| Toby Kebbell        | Antonidas          | Dunai Tamás       |
| Glenn Close         | Alodi              | Bánsági Ildikó    |

### Magyar változat
A szinkront a Mafilm Audio Kft. készítette.
- Magyar szöveg: Speier Dávid
- Felvevő hangmérnök: Jacsó Bence
- Rendezőasszisztens és vágó: Szemerédi Gabriella
- Gyártásvezető: Kéner Ágnes
- Szinkronrendező: Dóczi Orsolya
- További magyar hangok: Bartók László, Berkes Bence, Bolla Róbert, Bor László, Czifra Krisztina, Élő Balázs, Fehér Péter, Fehérváry Márton, Hábermann Lívia, Hegedüs Miklós, Hertz Péter, Király Adrián, Kiss László, Mesterházy Gyula, Mohácsi Nóra, Németh Attila István, Papucsek Vilmos, Seres Dániel, Téglás Judit